# Donald Charles Stewart
Donald Charles Stewart (* 12. Dezember 1859 in London; † 13. September 1885) war ein englischer Tennisspieler.
Stewart wurde 1859 im Londoner Stadtteil Notting Hill geboren. Von 1882 bis 1885 nahm er an den Wimbledon Championships teil und erreichte 1883 das Finale des All-Comers-Wettbewerbs. Dort unterlag er Ernest Renshaw in vier Sätzen.
Er starb 1885 im Alter von nur 25 Jahren.